# National League System
O National League System compreende sete níveis do  Sistema de ligas de futebol de Inglaterra imediatamente abaixos do nível da The Football League. Ele contém 84 competições de liga e mais de 1600 clubes. Ele está sob a jurisdição da The Football Association. O National League System tem um formato hierárquico com acesso e rebaixamento entre ligas em diferentes níveis. Para detalhes das ligas abaixo e acima do National League System, ver Sistema de ligas de futebol de Inglaterra.
Recentemente o sistema sofreu um rearranjo. A fase um entrou em operação em 2004–05. No início da temporada 2006–07, a fase dois foi introduzida, e além disso, uma fase três começou em 2007–08, com o início de uma segunda liga de nível 4 no norte da Inglaterra. A fase quatro entrou em operação na temporada 2018-19 com a introdução de uma quarta liga de nível 3 e uma sétima liga de nível 4.

## Organização

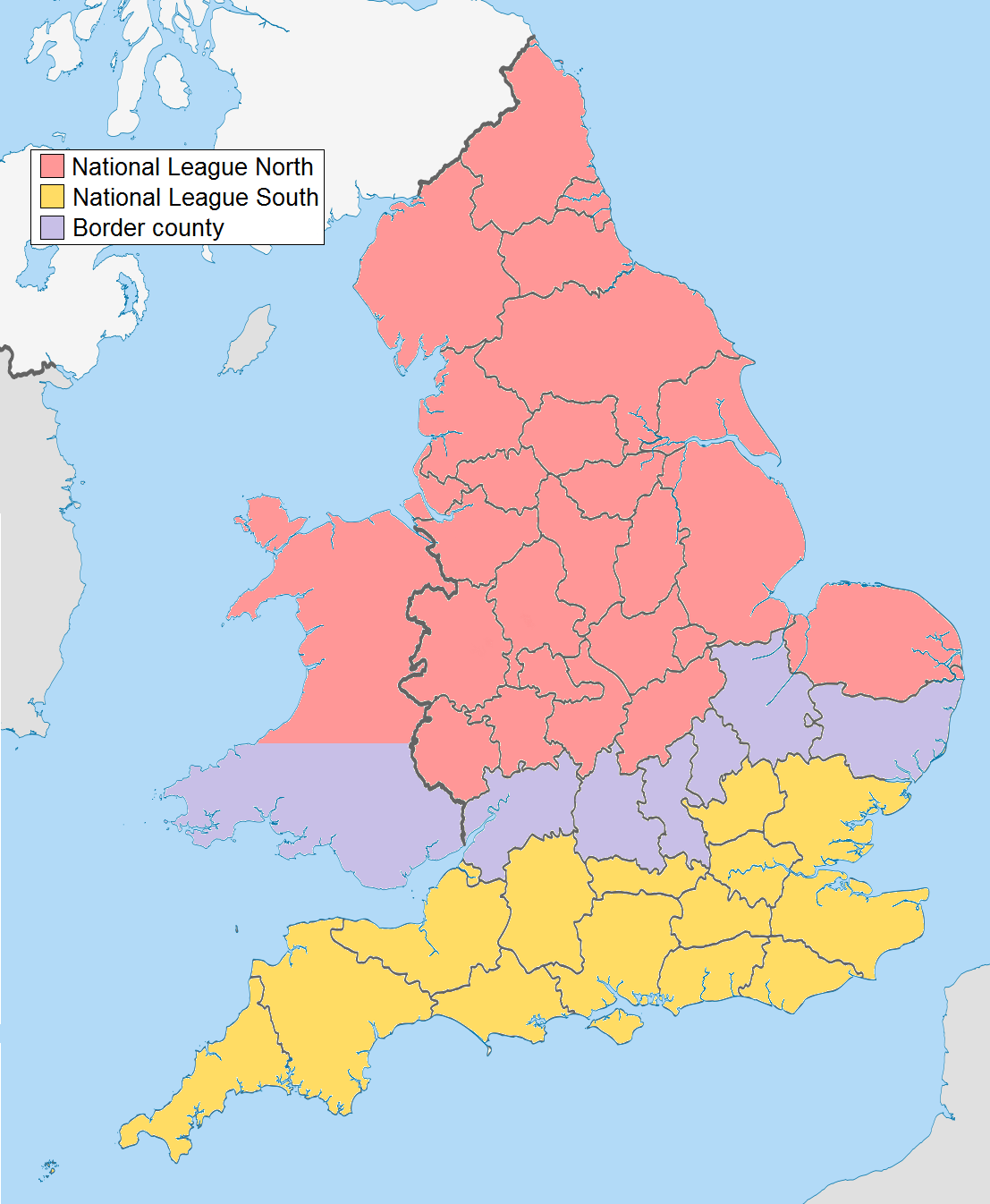
As áreas cobertas pelo National League Norte e Sul: Camada 2 do National League System.

No topo da pirâmide do National League System está a National League. Sua divisão principal, também chamada a National League (atualmente chamada de Vanarama National League), é a única divisão no System que é organizada em base nacional em vez de regional. Embora a National League é o nível principal da pirâmide não-liga, ela não é o nível mais alto do futebol inglês (ela é atualmente a quinta divisão no geral). A Premier League e a The Football League compreendem os 92 principais clubes no jogo inglês, e dois times da National League são capazes de alcançar a mais baixa divisão da The Football League em cada temporada.
Abaixo da National League, as camadas têm progressivamente mais ligas e cobrem pequenas áreas geográficas. Algumas ligas têm mais de uma divisão. Nos níveis mais baixos, a existência de ligas torna-se intermitente, embora em algumas áreas há até vinte camadas.
Todas as ligas são unidas pelo princípio do acesso e rebaixamento. Clubes que obtém sucesso em suas ligas podem subir na pirâmide, enquanto os que terminam em último podem despencar na pirâmide. Na teoria, é possível um humilde clube amador subir para o ponto mais alto do futebol inglês e tornar-se campeão da Premier League.
Enquanto isso deve ser improvável na prática, isso certamente é um movimento significante dentro da pirâmide. Quanto ao número de equipes promovidas entre ligas ou várias divisões, o acesso é geralmente contingente, em um conjunto de critérios definidos em reunião pela liga superior, especialmente sobre instalações apropriadas e finanças.
Em particular, clubes que esperam ser promovidos das ligas do nível 5 para o nível 4 devem aplicar avanços para serem avaliados se eles atendem aos requisitos de classificação. Os times devem então terminar dentre os 3 primeiros de sua liga para ser considerado o acesso, que não é automático. Por exemplo, na temporada 2005–06, 100 clubes pleitearam o acesso, dos quais 51 atenderam aos requisitos de classificação, e 29 destes terminaram dentre os 3 primeiros de suas ligas (com uma divisão adicional começando no nível 4 em 2006–07, todos os 29 clubes tiveram a promoção aceita).
Sob a direção da The Football Association, o National League System complicou ao longo de muitos anos. A pirâmide de hoje pode-se dizer que possui apenas vinte anos.
Ligas que foram formadas e dissolvidas ao longo dos anos tomaram lugar em poucos anos, como resultado. Começando com a temporada 2004–05, a Fase Um da última mudança foi introduzida com a formação de uma Conferência Norte e Conferência Sul imediatamente abaixo da Football Conference, renomeada Conference Premier, caindo as principais divisões da Southern League, Isthmian League, e Northern Premier League um nível abaixo. A Conferência Norte e Sul foram então renomeadas National League North e South.

## O sistema
Esta tabela inclui os sete níveis do National League System (NLS). Acima do NLS estão a Premier League e The Football League. Dois clubes da National League podem garantir o acesso a Football League Two no fim de cada temporada. Esta estrutura foi o resultado de mudanças feitas após a temporada 2005–06.
O nome oficial de todas as ligas listadas é dado, e nome do patrocinador é também fornecido dos quatro primeiros níveis. Todas as divisões dos quatro primeiros níveis possuem 22 ou 24 clubes cada. O FA's National League System Committee determina acesso e rebaixamento entre as ligas mostradas, principalmente baseado na localização.
O NLS Committee também tem o poder de transferir clubes entre divisões e até ligas do mesmo nível da pirâmide deve ser isso julgado necessário para manter geograficamente e numericamente balanceadas as divisões e ligas de cada nível.
Todos os clubes no NLS são elegíveis para competir na FA Cup, mas são agrupados nela de acordo com o seu nível. Clubes das camadas 1 a 4 são elegíveis para a FA Trophy e das camadas 5 a 7 para a FA Vase, bem como suas respectivas copas regionais e de condado. Com a chegada de novos patrocinadores para a Football Conference, começando na temporada de 2007–08, os administradores da Conference anunciaram a reintrodução da recém-criada Conference League Cup. Esta competição, como sua precedessora, foi aberta a clubes das camadas 1 e 2 da NLS.

## História
Para a temporada 2012–13, the FA anunciou uma reestruturação do nível mais baixo da National League System, Camada 7. Ela foi dividida em três subcategorias, o qual estavam todas cheias as divisões da Camada 7, Camada 7A e Camada 7B. A categorização depende das facilidades dos clubes de cada liga particular. A porcentagem requerida de clubes para atenderem os requisitos da categoria de cada uma das categorizações são as seguintes:
- Camada 7: 100%;
- Camada 7A: 75%; e
- Camada 7B: 60%.

Camada 7 – ser premiado para ligas onde 100%  de seus clubes atendam aos requisitos mínimos da Camada 7 em 31 de março e a liga obedece com todos os outros requisitos para o status da Camada 7.
Camada 7A – ser premiado para ligas onde 75% ou mais de seus clubes atendam aos requisitos mínimos da Camada 7 em 31 de março e a liga obedece com todos os outros requisitos para o status da Camada 7. (notou-se que estas ligas foram referidas na temporada 2011/12 como provisórias)
Camada 7B – ser premiado para ligas onde 60% ou mais de seus clubes atendam aos requisitos mínimos em 31 de março e a liga obedece com todos os outros requisitos para o status da Camada 7.
As subcategorias foram removidas na temporada 2016–17.

## Futuro

As áreas cobertas pelas 14 ligas da Camada 5 do National League System.

Do National League System é esperado continuar a operar de maneira largamente similar de como ela é atualmente. Em 2012 a FA teve encontros com clubes e ligas para consultar eles sobre uma reestruturação futura. A FA tinha esperado reduzir o número de ligas da Camada 5 para doze na temporada 2013–14.
Depois dos encontros, a FA julgou a redução de ligas na Camada 5 como impraticável e os planos e desistiu.
Uma mudança no futuro mais distante possível é aumentar a área da NLS para uma Camada 8.[carece de fontes?]
A FA e as Ligas estão no processo de introduzir um sistema de licenciamento para clubes das Camadas 1 a 4 do National League System na temporada 2016–17.
Em março de 2018, quando foi anunciado a criação de uma quarta liga de nível 3 e uma sétima liga de nível 4 a partir da temporada de 2018-19, também foi anunciado que num futuro próximo, o NPL planeja criar uma oitava liga de nível 4 e as décima quinta e décima sextas ligas no nível 5, assim atingindo um esquema de 1-2-4-8-16.